# Induno Ticino
Induno Ticino è una frazione del comune di Robecchetto con Induno.

## Storia
Fu un antico comune del Milanese.

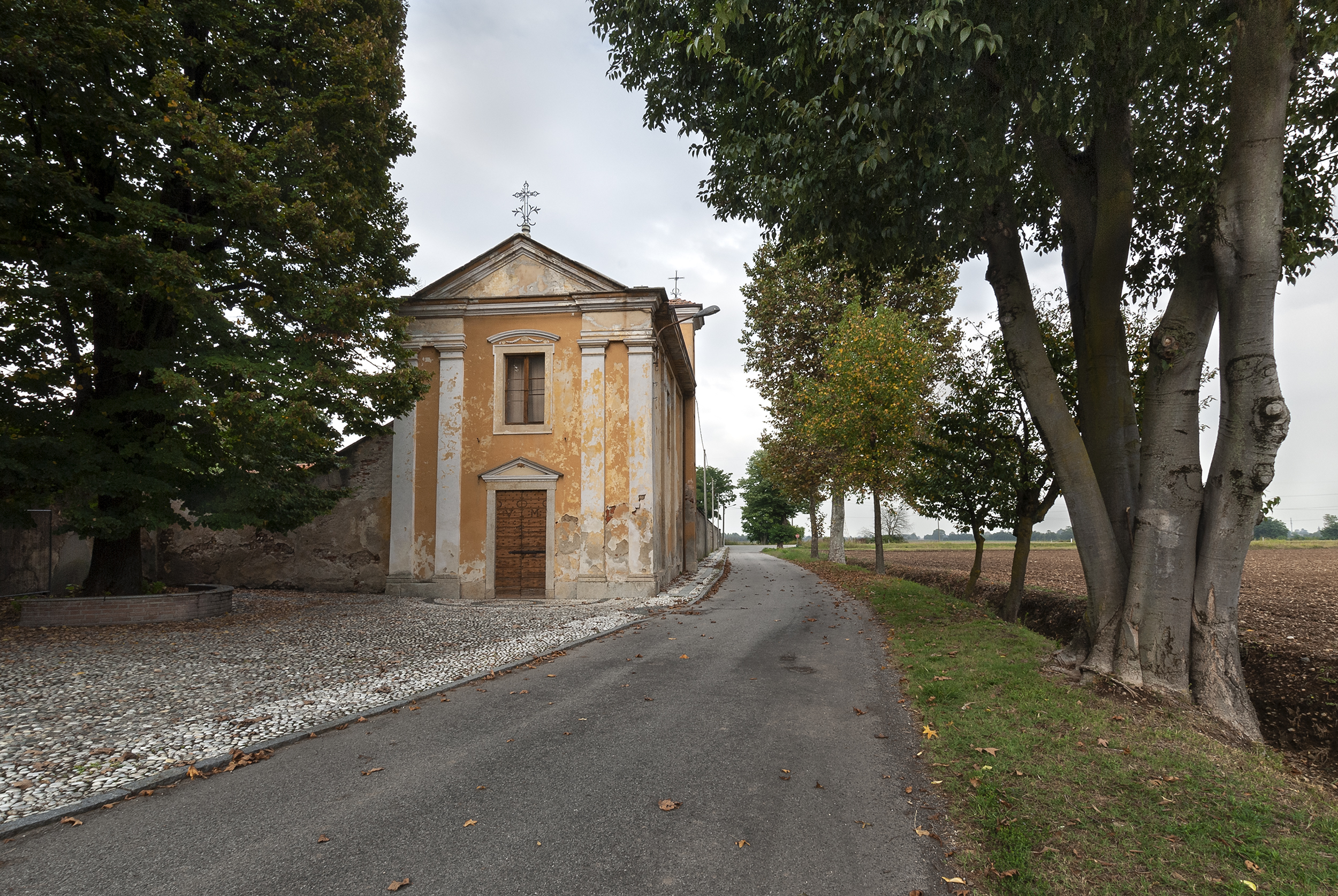
Chiesa della Beata Vergine Assunta

In base al censimento voluto nel 1751 dall'imperatrice Maria Teresa, il Comune di Induno contava 105 anime. Alla proclamazione del Regno d'Italia nel 1805 risultava avere 123 abitanti. Nel 1809 fu soppresso con regio decreto di Napoleone ed annesso a Malvaglio, a sua volta incorporato da Cuggiono nel 1811. Il Comune di Induno fu quindi ripristinato con il ritorno degli austriaci, arrivando a contare 611 residenti nel 1853, saliti a 715 nel 1861. L'anno successivo la località mutò nome in Induno Ticino per disambiguarlo da altre omonime. Il comune fu infine definitivamente soppresso con un decreto di Vittorio Emanuele II nel 1870, unendolo a Robecchetto.

## Monumenti e luoghi d'interesse
Oggi Induno si presenta come una grande cascina articolata a più corti e con tre ingressi: due più antichi da est e sud e un terzo ad ovest. Presso l'ingresso meridionale è collocata la piccola chiesa della Madonna dell'Assunta, orientata sull'asse est-ovest con l'altare a est rivolto leggermente verso nord.